# Пауль Захер
Пауль Захер (нім. Paul Sacher; 28 квітня 1906, Базель — 26 травня 1999, там само) — швейцарський диригент, музичний педагог і меценат, одна з центральних фігур у музичного життя Швейцарії XX століття.
Походив з заможної родини, а після одруження в 1934 році на Майї Гофман-Штелін, вдові власника фармацевтичного концерну «Hoffmann-La Roche», став одним з найбагатших людей Швейцарії (до 1995 року Захер входив до десятки найбагатших людей світу). Завдяки цьому Захер мав широкі можливості для здійснення своїх музичних ідей.
Навчався в Базельській консерваторії у Жака Хандшіна (музикознавство) і Фелікса Вайнгартнера (диригування).
Вже в 1926 році він заснував і очолив Базельський камерний оркестр, концепція якого полягала в контрастному сполученні в кожній концертній програмі ранньокласичних творів (Й. С. Бах, Г. Ф. Гендель, В. А. Моцарт тощо) з сучасною музикою; в наступному році Захер заснував Базельський камерний хор (обидва колективи працювали під керівництвом Захера до 1987 року).
У 1929 році він очолив Базельське відділення Міжнародного товариства сучасної музики.
У 1933 році заснував і очолив Schola Cantorum Basiliensis — навчальний і науковий заклад, присвячене старовинної музики (в 1954 у воно увійшло до складу об'єднаної Базельської музичної академії, а Захер на наступні 15 років зайняв посаду її директора; за ініціативою Захера в 1960 році в академії відкрився майстер-клас з композиції П'єра Булеза).
У 1941 році Захер заснував ще один оркестр — Collegium Musicum Zurich.
У 1946 році Захер став президентом Швейцарської асоціації музикантів, а з 1955 року обіймав посаду її почесного президента.
Одним з головних інструментів, за допомогою яких Захер впливав на розвиток не тільки швейцарської, а й світової музики, було замовлення нових творів відомим композиторам. Серед композиторів, що писали на замовлення Захера, були Ігор Стравінський, Ріхард Штраус, Бела Барток (в тому числі «Музику для струнних, ударних і челести»), Артур Онеґґер (в тому числі Другу і Четверту симфонії), Пауль Хіндеміт та інші. До 70-річчя Захера написали твори-поздоровлення Крістобаль Альфтер, Лучано Беріо, Бенджамін Бріттен, Альберто Джінастера, Анрі Дютійо, Вітольд Лютославський, Гайнц Голлігер та інших, — 2 травня 1976 р. всі ці твори були виконані на святковому концерті в Цюриху Мстиславом Ростроповичем. До 80-річчя Захера була написана п'єса П'єра Булеза «Sur Incises», удостоєна надалі Премії Гравемаєра.
У 1973 році Захер заснував Фонд Пауля Захера, який з часом став одним з найважливіших музичних архівів Європи. У 1983 році Фонд придбав архів Ігоря Стравінського, потім до нього додалися архіви Антона Веберна і Бруно Мадерно.